# Закулисье (веб-сериал)
«Закулисье» (англ. Backrooms) — веб-сериал, созданный американским ютубером Кейном Парсонсом, также известный как Кейн Пиксельс. Вселенная сериала вдохновлена популярной городской легендой о Закулисье. Первый короткометражный фильм под названием «The Backrooms (Found Footage)» вышел в январе 2022 года и собрал около 68 миллионов просмотров по состоянию на август 2025 года. После успеха Парсонс создал 17 видео, объединив их в сериал. В сотрудничестве с компанией A24 ведётся создание полнометражного фильма.
Основной сюжет разворачивается вокруг вымышленного научного института Async, который открывает портал в иное измерение, состоящее из бесконечных жёлтых коридоров. Основные действующие лица — сотрудники института, исследующие пространства Закулисья (называемого во вселенной сериала «Комплексом»).

## Сюжет

Логотип института Async

США. 1990-е годы. В стране массово пропадают люди. Это связано с проводимыми институтом Async тайными научными исследованиями по открытию портала в «Закулисье» — иное измерение, состоящее из бесконечных лабиринтов, образованных коридорами с жёлтыми стенами, коврами и шумными люминесцентными лампами. Изучение Закулисья имеет стратегическое значение для Async, так как его пространства можно использовать как хранилища, офисные или даже жилые помещения. Это может решить проблему нехватки помещений в США.
Сотрудники Async, предварительно облачившись в защитные костюмы-скафандры, совершают периодические вылазки в Закулисье. Со временем учёные узнают всё больше тревожных фактов об этом измерении. Например, что в нём обитают враждебные людям существа или что, вероятно, именно сюда попадали многие из пропадающих людей.

## Создание
Созданием видео занимался ютубер Кейн Парсонс. До этого он выпускал фанатские видео, посвящённые аниме «Атака на титанов». В передышке между рабочими проектами ютубер задумал создать видео по оригинальной вселенной. Его вдохновило изображение лиминального пространства с жёлтыми стенами и коврами. Впервые, двумя годами раннее он увидел это изображение в Instagram и сохранил на своём компьютере. Тогда Парсонс ещё не знал об уже сформировавшемся фанатском сообществе вокруг Закулисья. Ему было интересно воссоздать сцену в программе 3D-моделирования Blender, тогда он создал тестовую анимацию стула, брошенного в стену. Эта сцена позже появилась в оригинальном видео. После создания 3D-сцен видео обрабатывались с помощью программы Adobe After Effects. На создание видео ушёл месяц.
Уже после успешного выпуска первого видео Парсонс начал разрабатывать вселенную. Он прописал сюжет, согласно которому в конце 1980-х годов Закулисье обнаружил вымышленный институт Async. Основное действие разворачивается вокруг отрядов учёных, которые изучают пространства Закулисья. Основная часть сцен в сериале создана с помощью 3D-моделирования, анимация персонажей для придания реалистичности создавалась с помощью технологии захвата движения. Качество и разрешение видео было искусственно понижено для имитации съёмки аналоговой камерой доцифровой эпохи.

## Восприятие
Отзывы о сериале были положительными. Похвалы была удостоена уже первая серия. Представитель радио WPST назвал её самым жутким видео на Youtube. Редактор Otaku USA назвал сериал достойным аналоговым хоррором, а представители Dread Central and Nerdist заметили схожесть с эстетикой игры «Control». Редактор Kotaku похвалил сериал за его сдержанную передачу ощущения ужаса и мистики. Представительница Boing Boing пророчила сериалу голливудскую адаптацию, как это произошло с провальным фильмом о Слендермене.
Реакция на сериал у существовавшей уже тогда фанатской аудитории Закулисья оказалась смешанной. Связано это было с тем, что показанные в сериале события противоречили сформировавшемуся у фанатов канону. На момент выпуска первого видео Парсонс, ещё не придававший тогда значения существовавшему фанатскому сообществу, начал получать множество обвинений в нарушении канона. Тем не менее сериал стал настолько популярным, что со временем предложенный в нём канон начал восприниматься интернет-сообществом, как основной. На 12-й церемонии вручения премии Streamy Awards ютубер получил за свою работу награду Creator Honor от канала The Game Theorists. Все серии сериала были в общей сложности просмотрены более 100 миллионов раз.

## Серии
| № | Название                       | Режиссёр     | Автор сценария | Продолж-ительность | Дата премьеры     |
| --- | ------------------------------ | ------------ | -------------- | ------------------ | ----------------- |
| 1 | «Found Footage»                | Кейн Парсонс | Кейн Парсонс   | 9:14               | январь 7, 2022    |
| Июль 1991 года, подросток снимает короткометражный фильм. Он внезапно «проваливается» сквозь землю в измерение жёлтых лабиринтов и архитектурных аномалий. Его начинает преследовать монстр и в конце концов хватает, но камера выпадает из Закулисья в основное измерение. |                                |              |                |                    |                   |
| 2 | «The Third Test»               | Кейн Парсонс | Кейн Парсонс   | 1:47               | январь 14, 2022   |
| 2 июля 1988 года научно-исследовательский институт проводит своё третье испытание «системы близкого магнитного искривления». Синтезированный голос говорит о пресс-конференции которая состоялась в апреле того же года. На ней вице президент Async Айван Бек объявил, что его проект призван решить проблему нехватки и дороговизны жилья, офисов и складов. |                                |              |                |                    |                   |
| 3 | «First Contact»                | Кейн Парсонс | Кейн Парсонс   | 1:58               | январь 18, 2022   |
| 17 октября 1989, по итогам шестого и удачного испытания «системы близкого магнитного искривления», удаётся открыть постоянный проход в Закулисье, что происходит одновременно с землетрясением Лома-Приета. |                                |              |                |                    |                   |
| 4 | «Missing Persons»              | Кейн Парсонс | Кейн Парсонс   | 2:37               | январь 29, 2022   |
| После открытия портала в Закулисье резко возросло количество бесследных исчезновений людей. Во время очередной экспедиции сотрудники Async обнаруживают труп юноши и чёрные разрастания непонятного происхождения вокруг него. |                                |              |                |                    |                   |
| 5 | «Informational Video»          | Кейн Парсонс | Кейн Парсонс   | 8:01               | февраль 13, 2022  |
| 1 марта 1990 года. Во время очередной экспедиции в Закулисье один из сотрудников института, по имени Питер Тенч при странных обстоятельствах отделяется от остальной команды. После долгих поисков ему удаётся найти выход к лаборатории, однако внешний вид входа по неизвестной ему причине сильно поменялся. |                                |              |                |                    |                   |
| 6 | «Autopsy Report»               | Кейн Парсонс | Кейн Парсонс   | 2:37               | февраль 24, 2022  |
| Было проведено вскрытие найденного в Закулисье трупа молодого человека. Чёрные разрастания на трупе и вокруг него были идентифицированы, как мутировавшая форма сенной палочки, они остановили процесс дальнейшего разложения трупа. |                                |              |                |                    |                   |
| 7 | «Motion Detected»              | Кейн Парсонс | Кейн Парсонс   | 4:07               | март 11, 2022     |
| Сотрудники Async устанавливают в Закулисье у прохода в лабораторию несколько камер видеонаблюдения. Ночью одна из камер фиксирует движения чёрных щупалец в дальнем углу наблюдаемого зала в закулисье. |                                |              |                |                    |                   |
| 8 | «Prototype»                    | Кейн Парсонс | Кейн Парсонс   | 1:33               | март 29, 2022     |
| Май 1982 года. В Ок-Риджской национальной лаборатории происходит тестирование прототипа «системы близкого магнитного искривления». |                                |              |                |                    |                   |
| 9 | «Pitfalls»                     | Кейн Парсонс | Кейн Парсонс   | 14:04              | май 2, 2022       |
| Во время очередной экспедиции в Закулисье, группа учёных обнаруживает комнату, испещрённую провалами. Один из сотрудников — Марвин Ли — падает через один из провалов. Он начинает исследовать новое окружение, докладывая по рации об увиденном своим коллегам. Марвин попадает в пространство, напоминающее уличный район, и в одном из «домов» слышит «человеческие» крики. Их издавал монстр, который начинает погоню за исследователем. Марвин успешно находит дорогу обратно, и коллеги помогают ему выбраться из провала. |                                |              |                |                    |                   |
| 10 | «Report»                       | Кейн Парсонс | Кейн Парсонс   | 6:21               | май 21, 2022      |
| Руководство Async изучает кадры с монстром, сделанные Марвином. Они понимают, что Закулисье населяют враждебные формы жизни. Дальнейшие экспедиции в этот участок запрещены. |                                |              |                |                    |                   |
| 11 | «Presentation»                 | Кейн Парсонс | Кейн Парсонс   | 8:25               | июнь 25, 2022     |
| 8 мая 1990 года Async встречается с министерством энергетики. Правительство США задумывает построить новые, куда бо́льшие порталы и устроить в Закулисье коммерческие и жилые помещения. Внезапно возвращается исчезнувший несколько месяцев назад (в 5 серии) сотрудник Питер Тенч. Как оказалось, он переместился в будущее. |                                |              |                |                    |                   |
| 12 | «Found Footage #2»             | Кейн Парсонс | Кейн Парсонс   | 13:22              | август 2, 2022    |
| В Закулисье случайно «проваливается» женщина и наталкивается там на врезавшийся в стену автомобиль. Двигаясь по оставленным водителем кровавым следам, она находит помещение, заполненное чёрной растительностью. Из зарослей появляется монстр и начинает её преследовать. Женщина оказывается загнана в угол, а на стенах вокруг неё возникают светящиеся зелёным трещины. На этом съёмка обрывается. |                                |              |                |                    |                   |
| 13 | «Reunion»                      | Кейн Парсонс | Кейн Парсонс   | 13:11              | декабрь 8, 2022   |
| 25 мая 1990 года Async вновь исследует помещение с провалами, условно именуемое 14D, сотрудники заделывают провалы. Трое исследователей, по имени Марвин Ли, Марк Блюм и Рэндалл Тачи входят в темное помещение, следовавшее за 14D. Там на них устраивает засаду и открывает стрельбу Тенч. |                                |              |                |                    |                   |
| 14 | «Overflow»                     | Кейн Парсонс | Кейн Парсонс   | 1:38               | декабрь 24, 2022  |
| Август 1972 года, неизвестное место. В результате перегрузки при работе некоего устройства возникает яркий зелёный свет и заполняет собой офисное помещение. В кадре видны прикреплённые к доске объявлений документы с подписью Айвана Бека. |                                |              |                |                    |                   |
| 15 | «Damage Control»               | Кейн Парсонс | Кейн Парсонс   | 14:03              | январь 30, 2023   |
| Тенч, застрелив одного из исследователей, Марка Блюма, убегает из исследовательского комплекса, но погибает в результате падения и удара головой о камень. Серия объясняет причину состояния Тенча. В период его исчезновения, Async инсценировала его «смерть» в результате несчастного случая. Когда Тенч вернулся, сотрудники института не знали, как «вернуть его к жизни». Они начали удерживать Тенча и изолировали от внешнего мира. В результате психическое состояние Тенча начало быстро ухудшаться, и это сподвигло его напасть на своих коллег. |                                |              |                |                    |                   |
| 16 | «Backrooms - Found Footage #3» | Кейн Парсонс | Кейн Парсонс   | 45:01              | сентябрь 13, 2024 |
| Мужчина по имени Рави идёт на шум в подвале своего дома и видит, что стена в подвале разрушена и ведёт в неизвестный коридор, который не должен там существовать. Рави через вентиляционный люк проваливается в офисное помещение и вместе с камерой пытается найти выход, но заблуждается в бесконечных лабиринтах из помещений. В какой то момент Рави начинает преследовать гуманоидное существо, но парень успешно сбегает от него. Через некоторое время блуждания по Закулисью, Рави находит фальшивый дом, и начинает диалог с мужчиной, который находится за стеной, однако, что-то происходит с мужчиной, из-за чего он больше не отвечает. В конце видео, обессиленный Рави лежит на полу и ведёт монолог с камерой, пока на ней не кончается зарядка. |                                |              |                |                    |                   |
| 17 | «Lighting and Tile Survey»     | Кейн Парсонс | Кейн Парсонс   | 8:43               | октябрь 2, 2024   |
| Ноябрь 1989 год. Сотрудники Async сняли фрагменты подвесного потолка и люминесцентную лампу с закулисья, чтобы изучить их. С первого взгляда плитка и лампы выглядят совершенно стандартно за исключением их нестандартных пропорций. Компоненты лампы имеют маркировки, согласно которым балласт был изготовлен в 1975 году, троффер — в 1973 году в Рединге, штате Пенсильвания, а сами лампочки были изготовлены фирмой Sylvania Electric Products. |                                |              |                |                    |                   |
| 18 | «Static Dead End»              | Кейн Парсонс | Кейн Парсонс   | 4:02               | февраль 12, 2025  |
| После смерти Питера Тенча Марвин Ли и Джордж Леви обсуждают произошедшее; Марвин выражает беспокойство по поводу того, что Министерство энергетики «убило» Питера, а Джордж остаётся скептиком и говорит, что это не должно их волновать. В конце концов Джордж убеждает Марвина, что ему нужно взять отпуск. В другой раз исследователи возвращаются в комнату 14D, чтобы изучить то, что Марк нашёл за дверью. Джордж, который сейчас управляет камерой, запечатлевает растянутые обои, углубления в полу и мебель, хаотично вписавшуюся в стены и пол. |                                |              |                |                    |                   |

## Экранизация
После успешного выхода первого видео, несколько студий обратились к Парсонсу с просьбой отснять полнометражную киноадаптацию. В итоге права на экранизацию получила компания A24. В феврале 2023 года было объявлено о начале съёмок под руководством Парсонса. В качестве сценариста был приглашён Роберто Патино, а продюсерами выступят Джеймс Ван, Майкл Клир из Atomic Monster, Шон Леви, Дэн Коэн и Дэн Левин из 21 Laps Entertainment. Главные роли в фильме исполнят Чиветель Эджиофор и Ренате Рейнсве.

## Заметки
1. ↑  В роли Кейна Пиксельса,  а также актер озвучивания других персонажей; его детское фото используется как фото Эллис Уайт в начале эпизода Missing Persons[1]
2. ↑  В роли Рави
3. ↑  В роли Матесса Аарона, директора фильма из первого эпизода
4. ↑  В роли неназванной протагонистки из Found Footage #2
5. ↑  Его фото используется как фото Николоса Болтона в начале эпизода Missing Persons